# Renato II di Rohan

Stemma dei Rohan, sfondo colore rosso (gueules) con nove gemelli d'oro

Renato II di Rohan, principe di Léon, visconte di Ploërmel (Blain, 1550 – La Rochelle, 1586), è stato un condottiero bretone degli ugonotti nel periodo del regno di Enrico IV di Francia; fu secondo marito di Caterina di Parthenay, ereditiera di una potente famiglia protestante del Poitou; la madre, Isabella di Navarra d'Albret era figlia del re di Navarra; era fratello della sfortunata Françoise di Rohan; fu comandante dell'esercito di Jeanne d'Albret a 19 anni quando Enrico IV non era ancora maggiorenne; morì a 36 anni; è stato anche il protettore del matematico François Viète, che egli proporrà al parlamento di Rennes, successivamente alla carica di maître des requêtes (uditore al Consiglio di Stato).

## Biografia

### Infanzia
Sua madre era Isabella di Navarra d'Albret, zia di Giovanna di Navarra d'Albret, regina di Navarra, che lo ha reso zio di Enrico III di Navarra (poi Enrico IV di Francia). Suo padre era Renato I di Rohan principe di Léon, conte di Porhoët, signore di Beauvoir e della Garnache, cavaliere dell'ordine del Re e capitano di una compagnia di comando, nato nel 1516 e ucciso il 20 ottobre 1551.
Nato nel 1550, il figlio è il penultimo della coppia; suo fratello maggiore, Enrico I di Rohan, (nato nel 1535) porta quindi, prima di lui, il titolo di visconte di Rohan (ma il fratello è malato di gotta e calcolosi renale, non può prendere alcuna parte militante nei riguardi dei disordini di quei tempi). Con l'altro fratello, Jean, e sua sorella Françoise, tutti quattro sono convertiti alla nuova religione calvinista. 
Il loro castello di famiglia è a Blain in Bretagna. Suo padre muore quando egli ha due anni ed Enrico è allevato dalla madre in modo da diventare, secondo l'espressione di Jacques-Auguste de Thou, vir probus et candidis moribus. 

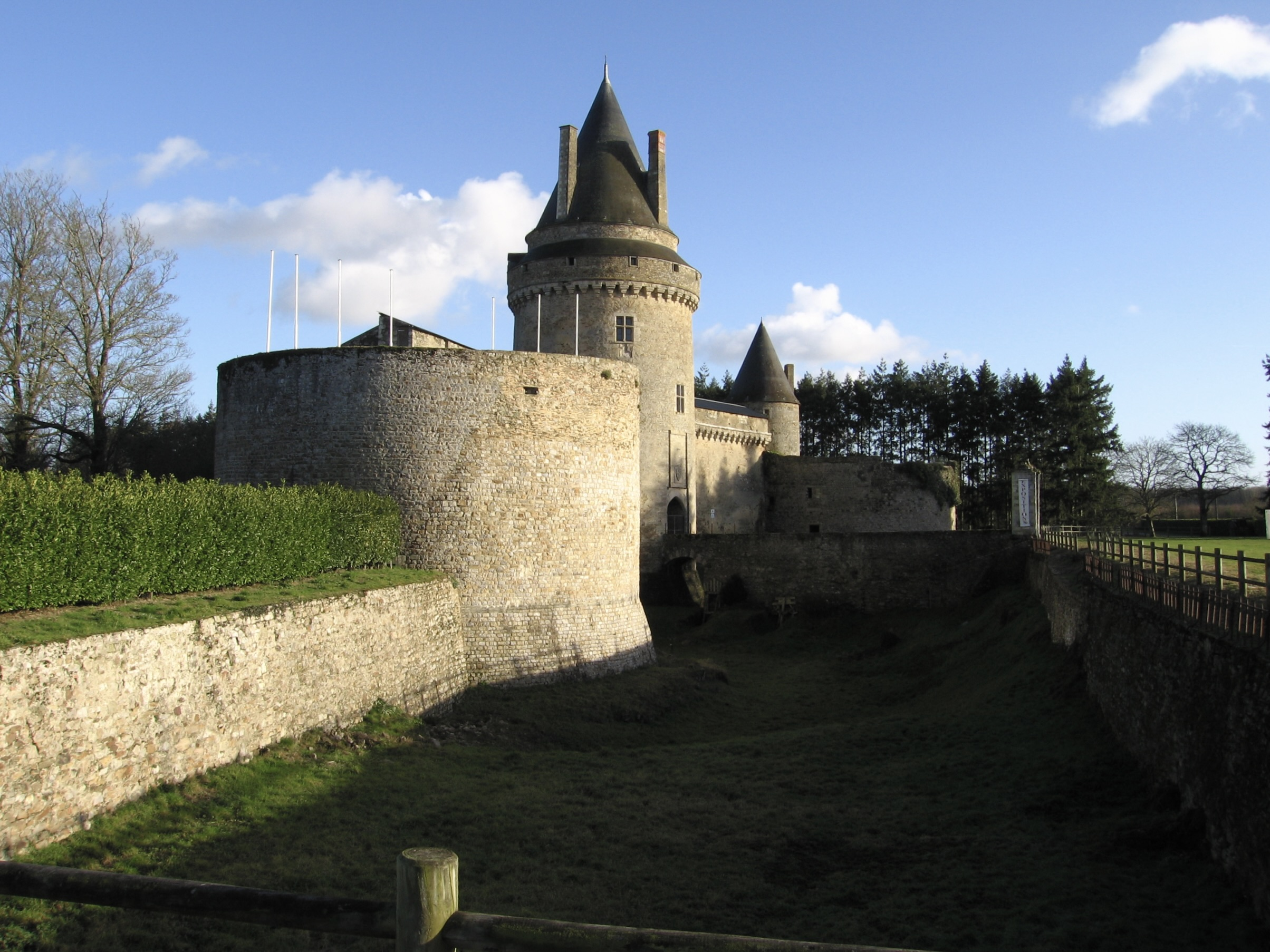
Castello dei Rohan, a Blain

Il 15 febbraio 1566, suo fratello maggiore, visconte di Rohan sposa Françoise de Tournemine, figlia di René di Tournemine, signore della Hunandaye. Françoise de Tournemine è cattolica. La loro madre, Isabella d'Albrey Navarra, tenta invano d'impedire il matrimonio; da Pontivy, dove si è ritirata, essa scrive a suo figlio Giovanni, signore di Frontenay:
Giovanni s'impossessa del castello di suo fratello (ha venticinque anni) con venti uomini in armi, prima che i novelli sposi arrivino. Prende tappezzerie, drappi dorati, mobili, e fa trasportare tutto al paese di Saintonge e di Poitou. 
Enrico II di Rohan, fortemente contrariato da questo colpo di mano, cita in giudizio suo fratello.

### Primi fatti d'arme
Renato di Rohan non comincia a far parlare di lui fino alla battaglia di Moncontour; non ha che diciannove anni quando prende il nome dalla sua terra di Pontivy (Renato di Pontivy), ma riesce a conservare alla sorella il suo castello di Beauvoir-sur-Mer. 
Dopo dodici giorni, cede il castello alle truppe cattoliche, a condizioni onorevoli.
Nel 1570, Pontivy si ritirò a La Rochelle, vi trova la zia Jeanne di Albret, le amiche di sua sorella, la signora di Soubise, Antoinette d'Aubeterre e sua figlia, Catherine de Parthenay col marito, il barone Charles de Quellenec in fuga dalla rotta di Jarnac. Dopo la cacciata degli eserciti cattolici da Marans, Renato di Pontivy, fu nominato capo di tutte le truppe del territorio dell'Angouinois da Jeanne di Albret (fino alla maggiore età del futuro re Enrico IV). Dopo Tonnay-Charente e tutta la costa da Saintonge, Saintes è ceduta a lui (e a Quellenec); l'8 agosto 1570, a Saint-Germain-en-Laye, la pace è firmata e celebra la fine della seconda guerra civile.
Nel 1571, la sentenza della Curia romana decide sul destino di sua sorella e si rifiuta di riconoscere il suo matrimonio 'orale' con il duca di Nemours. La sentenza di Roma è favorevole a Giacomo di Savoia, duca di Nemours, contro dame Françoise de Rohan, riguardo al loro matrimonio, il 5 marzo 1571. Poco dopo, per aiutare questa infelice sorella, sedotta e poi abbandonata da più brioso dei giovani cattolici della corte di Enrico II e i suoi successori, la famiglia di Rohan effettua la suddivisione dei possedimenti tra i fratelli Enrico, visconte di Rohan, Renato di Rohan, signore di Pontivy, Luigi M. di Rohan, figlio del principe René di Rohan e la loro sorella Françoise de Rohan, signora di Nemours, il 19 giugno 1571.

Le Massacre de la Saint-Barthélemy, secondo François Dubois

Renato eredita da Pontivy e da sua sorella, che i protestanti continuano a chiamare dame di Nemours, della Garnache e di Beauvoir-sur-Mer.
Dopo il massacro di San Bartolomeo, Jean de Rohan fugge miracolosamente da Parigi. Il giorno prima, egli è fuori nei sobborghi con il Visdomino di Chartres, il conte di Montgommery e molti altri, all'alba si presenta all'uscita per fuggire e raggiungere La Rochelle, inseguito dalle truppe di guardia fino a Montfort. Da certe testimonianza, anche Enrico si trovava a Parigi quella mattina; salvato da una lettera anonima proveniente dal Palazzo.
L'anno seguente, egli resiste all'assedio di Lusignan; il duca di Montpensier, capo dell'armata dei cattolici, colpito dall'eroismo degli assediati, concede condizioni di resa più onorevoli. Permette a Renato di Frontenay e al suo seguito di uscire fuori con armi e bagagli; e i soldati con loro archibugi, gli stoppini delle micce spente e le bandiere ripiegate in casse. I funzionari e le loro famiglie si possono ritirare a La Rochelle..

### Catherine e Renato
Dalla morte di Charles de Quellenec, con il quale Rohan ha combattuto, Catherine de Parthenay tornò a La Rochelle. Catherine, prima promessa al figlio dell'ammiraglio de Coligny sposò il barone de Quellenec a 14 anni. Ma il suo matrimonio non è stato consumato. Renato la domanda in sposa ma Aubeterre rifiuta, non è abbastanza titolato. 
Sembra che il matematico François Viète, allora Segretario di Françoise de Rohan, dopo essere stato il precettore di Catherine di Parthenay e segretario di Antoinette di Aubeterre abbia svolto un ruolo nella riconciliazione delle due casate.

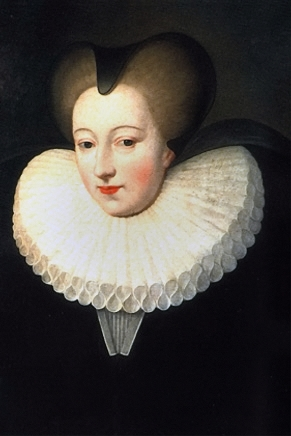
Catherine de Parthenay

La sorte la favorisce: Enrico di Rohan, il fratello maggiore malato di gotta, dopo aver siglato il suo testamento (registrato il 25 giugno 1575) muore il 12 giugno 1575, appena quarantenne, lasciando una bimba, Judith, che muore a sua volta dodici giorni dopo il padre. Renato, diviene così visconte di Rohan, conte di Porhoët, e nulla si oppone ai suoi desideri.
La vedova ereditiera di Soubise, si dice, ha fatto dono di una delle sue terre (i terreni della cittadina di Jégu (Bretagna)) tramite il servo che ha appreso questa novità prima che anche Renato lo sapesse.

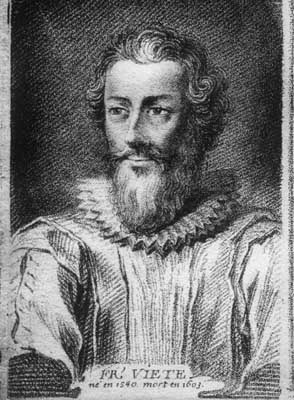
François Viète

Il contratto di matrimonio tra Renato visconte di Rohan e Catherine de Parthenay, firmato il 15 agosto 1575 e poco dopo, una transazione tra Françoise de Tournemine, ereditiera vedova di Rohan e Renato visconte di Rohan, riguardante il patrimonio ereditato della signora e la tenuta ereditata della figlia Judit di Rohan, del 26 agosto 1575 libera il castello di Blain alla giovane coppia.
Catherine de Parthenay apporta al visconte di Rohan: Soubise in Saintonge, il Parc-Mouchamps in Bas-Poitou, Fresnay  in Bretagna, la Garnache, Beauvoir-sur-Mer… Ha  ventuno anni ed una educazione superiore a quella di tutte le donne dell'epoca. Parla greco, latino, ebraico, è appassionata di astronomia, conosce la matematica. È lei che ha ispirato questa passione al suo anziano precettore.
Ha ambientato a La Rochelle assediata una tragedia, l'Oloferne e, calvinista convinta, non pensa che a portare la nuova dottrina a Blain.
Grazie all'influenza di Renato Rohan su Carlo IX, fa nominare il suo anziano precettore François Viète al Parlamento di Rennes della Bretagna, poi maître des requêtes (uditore al Consiglio di Stato) a Parigi, sotto Enrico III. Viète gli ritornerà dei vantaggi, perché nel 1579, durante la pace di Flers, François Viète ottiene l'elevazione dei territori di Loudun in ducato, e quindi alla stessa dame Françoise di Rohan, per lettera reale del 16 novembre 1579.

### La fine tragica di un eroe
La guerra civile ricomincia nel settembre 1585. Questi sono gli inizi degli abusi del duca di Mercœur, in Bretagna. Le truppe di Condé, preso a tenaglia tra Joyeuse, Mayenne e Biron di disperdono: Condé raggiunge Saint-Malo e si imbarca per Guernsey, Rohan si rifugia a La Rochelle. Muore stremato dopo un anno. Ha trentasei anni e lascia una vedova e cinque bambini sotto i dieci anni nella sua terra di Blain, minacciata dalle truppe cattoliche. Henriette, nata nel 1577, Catherine, nata nel 1578, che divenne duchessa di Deux-Ponts (du Pons o de Pont) (sarebbe stata questa risposta orgogliosa a Enrico IV, invaghito di lei: « Sire, io sono troppo povera per essere vostra moglie, ma di troppo nobile casato per essere la vostra amante. »); Enrico, nato il 21 agosto 1579, presso il castello di Blain, diventa così il primo duca di Rohan; Beniamino di Rohan-Soubise, nato nel 1583, conosciuto come suo nonno, Giovanni V di Parthenay, col nome di Soubise; e Anne, nata nel 1584, famosa per le sue poesie e versetti e conosciuta da tutti all'epoca.
È stato il  20º visconte di Rohan. Di carattere austero e giusto, considerato dai nemici, amato dai sudditi, si dice.

### Blain dopo la sua morte
Catherine, dopo la morte del marito, lascia Blain e torna ai luoghi nativi. Filippo Emanuele di Lorena signore di Mercœur, vedendo il castello abbandonato, vi stanzia una piccola guarnigione di 25 soldati.
Ma nel 1589, un gentiluomo dai confini di Cordemais e di Malville, di nome Jean de Montauban du Goust, se ne impossessa come agente del partito dei realisti. Una mattina si nasconde all'ingresso del castello con 7 uomini. 
Egli vede il ponte abbassato per lasciar passare alcuni carretti di paglia. Presto si nasconde dietro, entra nella zona recintata e disarma la guarnigione. Immediatamente egli raggruppa 45 uomini dai dintorni. Con loro tiene testa a 600 uomini a piedi e a 2 drappelli di cavalieri che si presentano la sera stessa, e il giorno dopo a una forte truppa comandata da François Le Felle de Guébriant. De Guébriant è impaziente; non riuscendo con la forza, usa l'astuzia. Fa entrare una giovane ragazza nella guarnigione con il pretesto di andare a trovare suo fratello, ma in realtà per calare una corda durante la notte, con la quale i suoi uomini potessero arrivare nella parte superiore delle mura. De Goust non cade in trappola; ordina alla ragazza di gettare la corda ai soldati e ne intrappola così 67. L'assedio dura settimane, mesi, fino a quando Mercœur si presenta con il suo esercito e migliaia di spagnoli, nell'ottobre 1591 costringendo De Goust a capitolare.
Quando Catherine di Rohan Parthenay ritorna al suo castello, nel 1598, lo trova saccheggiato, in parte bruciato. Essa fa fare le riparazioni più necessarie e vi dimora qualche anno con i suoi figli ma, non volendo rimanere inattiva, lascia quindi Blain per la sua casa di Bas-Poitou, dove si trova più vicina al centro della Riforma protestante, La Rochelle. 
Era lei che, nel 1627, fu l'anima della rivolta della città. Sconfitta, prigioniera nel castello di Niort, sopporta con dignità le conseguenze della sua rivolta. Dopo la sua morte (1631), il suo corpo, secondo la sua volontà, fu trasportato a Blain per seppellirlo vicino a quello del marito.

## Albero genealogico della famiglia Rohan-Parthenay
|  |  |  |  |                                                                |                                                                |                                                                |                                                                | Giovanni V di Parthenay-l'archevêque Signore di Mouchamps (Les Herbiers) detto Soubise (1512-1561) | Giovanni V di Parthenay-l'archevêque Signore di Mouchamps (Les Herbiers) detto Soubise (1512-1561) | Giovanni V di Parthenay-l'archevêque Signore di Mouchamps (Les Herbiers) detto Soubise (1512-1561) | Giovanni V di Parthenay-l'archevêque Signore di Mouchamps (Les Herbiers) detto Soubise (1512-1561) | Giovanni V di Parthenay-l'archevêque Signore di Mouchamps (Les Herbiers) detto Soubise (1512-1561) | Giovanni V di Parthenay-l'archevêque Signore di Mouchamps (Les Herbiers) detto Soubise (1512-1561) |                                                                                           |                                                                                           | Antoinette Bouchard d'Aubeterre (1535-1580) Douairière di Soubise                         | Antoinette Bouchard d'Aubeterre (1535-1580) Douairière di Soubise                         | Antoinette Bouchard d'Aubeterre (1535-1580) Douairière di Soubise | Antoinette Bouchard d'Aubeterre (1535-1580) Douairière di Soubise | Antoinette Bouchard d'Aubeterre (1535-1580) Douairière di Soubise              | Antoinette Bouchard d'Aubeterre (1535-1580) Douairière di Soubise              |                                                                                |                                                                                |                                                                                |                                                                                | Isabella d'Albret (1513-1555) zia di Giovanna d'Albret (regina di Navarra) | Isabella d'Albret (1513-1555) zia di Giovanna d'Albret (regina di Navarra) | Isabella d'Albret (1513-1555) zia di Giovanna d'Albret (regina di Navarra) | Isabella d'Albret (1513-1555) zia di Giovanna d'Albret (regina di Navarra) | Isabella d'Albret (1513-1555) zia di Giovanna d'Albret (regina di Navarra) | Isabella d'Albret (1513-1555) zia di Giovanna d'Albret (regina di Navarra) |                                                                 |                                                                 | Renato I di Rohan Visconte di Rohan (1516-1552)                 | Renato I di Rohan Visconte di Rohan (1516-1552)                 | Renato I di Rohan Visconte di Rohan (1516-1552) | Renato I di Rohan Visconte di Rohan (1516-1552) | Renato I di Rohan Visconte di Rohan (1516-1552) | Renato I di Rohan Visconte di Rohan (1516-1552) |                                                 |                                                 |                                    |                                    |                                                       |                                                       |                                                       |                                                       |                                                       |                                                       |  |  |  |  |  |  |  |  |  |  |  |  |  |  |
|  |  |  |  |                                                                |                                                                |                                                                |                                                                | Giovanni V di Parthenay-l'archevêque Signore di Mouchamps (Les Herbiers) detto Soubise (1512-1561) | Giovanni V di Parthenay-l'archevêque Signore di Mouchamps (Les Herbiers) detto Soubise (1512-1561) | Giovanni V di Parthenay-l'archevêque Signore di Mouchamps (Les Herbiers) detto Soubise (1512-1561) | Giovanni V di Parthenay-l'archevêque Signore di Mouchamps (Les Herbiers) detto Soubise (1512-1561) | Giovanni V di Parthenay-l'archevêque Signore di Mouchamps (Les Herbiers) detto Soubise (1512-1561) | Giovanni V di Parthenay-l'archevêque Signore di Mouchamps (Les Herbiers) detto Soubise (1512-1561) |                                                                                           |                                                                                           | Antoinette Bouchard d'Aubeterre (1535-1580) Douairière di Soubise                         | Antoinette Bouchard d'Aubeterre (1535-1580) Douairière di Soubise                         | Antoinette Bouchard d'Aubeterre (1535-1580) Douairière di Soubise | Antoinette Bouchard d'Aubeterre (1535-1580) Douairière di Soubise | Antoinette Bouchard d'Aubeterre (1535-1580) Douairière di Soubise              | Antoinette Bouchard d'Aubeterre (1535-1580) Douairière di Soubise              |                                                                                |                                                                                |                                                                                |                                                                                | Isabella d'Albret (1513-1555) zia di Giovanna d'Albret (regina di Navarra) | Isabella d'Albret (1513-1555) zia di Giovanna d'Albret (regina di Navarra) | Isabella d'Albret (1513-1555) zia di Giovanna d'Albret (regina di Navarra) | Isabella d'Albret (1513-1555) zia di Giovanna d'Albret (regina di Navarra) | Isabella d'Albret (1513-1555) zia di Giovanna d'Albret (regina di Navarra) | Isabella d'Albret (1513-1555) zia di Giovanna d'Albret (regina di Navarra) |                                                                 |                                                                 | Renato I di Rohan Visconte di Rohan (1516-1552)                 | Renato I di Rohan Visconte di Rohan (1516-1552)                 | Renato I di Rohan Visconte di Rohan (1516-1552) | Renato I di Rohan Visconte di Rohan (1516-1552) | Renato I di Rohan Visconte di Rohan (1516-1552) | Renato I di Rohan Visconte di Rohan (1516-1552) |                                                 |                                                 |                                    |                                    |                                                       |                                                       |                                                       |                                                       |                                                       |                                                       |  |  |  |  |  |  |  |  |  |  |  |  |  |  |
|  |  |  |  |                                                                |                                                                |                                                                |                                                                | | | | | | |                                                                                           |                                                                                           |                                                                                           |                                                                                           |                                                                   |                                                                   |                                                                                |                                                                                |                                                                                |                                                                                |                                                                                |                                                                                |                                                                            |                                                                            |                                                                            |                                                                            |                                                                            |                                                                            |                                                                 |                                                                 |                                                                 |                                                                 |                                                 |                                                 |                                                 |                                                 |                                                 |                                                 |                                    |                                    |                                                       |                                                       |                                                       |                                                       |                                                       |                                                       |  |  |  |  |  |  |  |  |  |  |  |  |  |  |
|  |  |  |  |                                                                |                                                                |                                                                |                                                                | | | | | | |                                                                                           |                                                                                           |                                                                                           |                                                                                           |                                                                   |                                                                   |                                                                                |                                                                                |                                                                                |                                                                                |                                                                                |                                                                                |                                                                            |                                                                            |                                                                            |                                                                            |                                                                            |                                                                            |                                                                 |                                                                 |                                                                 |                                                                 |                                                 |                                                 |                                                 |                                                 |                                                 |                                                 |                                    |                                    |                                                       |                                                       |                                                       |                                                       |                                                       |                                                       |  |  |  |  |  |  |  |  |  |  |  |  |  |  |
|  |  |  |  | Charles de Quellenec Barone di Pont, detto Soubise (1548-1572) | Charles de Quellenec Barone di Pont, detto Soubise (1548-1572) | Charles de Quellenec Barone di Pont, detto Soubise (1548-1572) | Charles de Quellenec Barone di Pont, detto Soubise (1548-1572) | Charles de Quellenec Barone di Pont, detto Soubise (1548-1572)                                     | Charles de Quellenec Barone di Pont, detto Soubise (1548-1572)                                     | | | Catherine de Parthenay Signora di Soubise Madre dei Rohan Douairière di Rohan (1554-1631)          | Catherine de Parthenay Signora di Soubise Madre dei Rohan Douairière di Rohan (1554-1631)          | Catherine de Parthenay Signora di Soubise Madre dei Rohan Douairière di Rohan (1554-1631) | Catherine de Parthenay Signora di Soubise Madre dei Rohan Douairière di Rohan (1554-1631) | Catherine de Parthenay Signora di Soubise Madre dei Rohan Douairière di Rohan (1554-1631) | Catherine de Parthenay Signora di Soubise Madre dei Rohan Douairière di Rohan (1554-1631) |                                                                   |                                                                   | Renato II di Rohan detto Pontivy, poi Frontenay, Visconte di Rohan (1550-1585) | Renato II di Rohan detto Pontivy, poi Frontenay, Visconte di Rohan (1550-1585) | Renato II di Rohan detto Pontivy, poi Frontenay, Visconte di Rohan (1550-1585) | Renato II di Rohan detto Pontivy, poi Frontenay, Visconte di Rohan (1550-1585) | Renato II di Rohan detto Pontivy, poi Frontenay, Visconte di Rohan (1550-1585) | Renato II di Rohan detto Pontivy, poi Frontenay, Visconte di Rohan (1550-1585) |                                                                            |                                                                            | Jean detto Frontenay (?-morto nel 1574)                                    | Jean detto Frontenay (?-morto nel 1574)                                    | Jean detto Frontenay (?-morto nel 1574)                                    | Jean detto Frontenay (?-morto nel 1574)                                    | Jean detto Frontenay (?-morto nel 1574)                         | Jean detto Frontenay (?-morto nel 1574)                         |                                                                 |                                                                 | Enrico I di Rohan Visconte di Rohan (1535-1575) | Enrico I di Rohan Visconte di Rohan (1535-1575) | Enrico I di Rohan Visconte di Rohan (1535-1575) | Enrico I di Rohan Visconte di Rohan (1535-1575) | Enrico I di Rohan Visconte di Rohan (1535-1575) | Enrico I di Rohan Visconte di Rohan (1535-1575) |                                    |                                    | Françoise de Rohan Signora della Garnache (1540-1590) | Françoise de Rohan Signora della Garnache (1540-1590) | Françoise de Rohan Signora della Garnache (1540-1590) | Françoise de Rohan Signora della Garnache (1540-1590) | Françoise de Rohan Signora della Garnache (1540-1590) | Françoise de Rohan Signora della Garnache (1540-1590) |  |  |  |  |  |  |  |  |  |  |  |  |  |  |
|  |  |  |  | Charles de Quellenec Barone di Pont, detto Soubise (1548-1572) | Charles de Quellenec Barone di Pont, detto Soubise (1548-1572) | Charles de Quellenec Barone di Pont, detto Soubise (1548-1572) | Charles de Quellenec Barone di Pont, detto Soubise (1548-1572) | Charles de Quellenec Barone di Pont, detto Soubise (1548-1572)                                     | Charles de Quellenec Barone di Pont, detto Soubise (1548-1572)                                     | | | Catherine de Parthenay Signora di Soubise Madre dei Rohan Douairière di Rohan (1554-1631)          | Catherine de Parthenay Signora di Soubise Madre dei Rohan Douairière di Rohan (1554-1631)          | Catherine de Parthenay Signora di Soubise Madre dei Rohan Douairière di Rohan (1554-1631) | Catherine de Parthenay Signora di Soubise Madre dei Rohan Douairière di Rohan (1554-1631) | Catherine de Parthenay Signora di Soubise Madre dei Rohan Douairière di Rohan (1554-1631) | Catherine de Parthenay Signora di Soubise Madre dei Rohan Douairière di Rohan (1554-1631) |                                                                   |                                                                   | Renato II di Rohan detto Pontivy, poi Frontenay, Visconte di Rohan (1550-1585) | Renato II di Rohan detto Pontivy, poi Frontenay, Visconte di Rohan (1550-1585) | Renato II di Rohan detto Pontivy, poi Frontenay, Visconte di Rohan (1550-1585) | Renato II di Rohan detto Pontivy, poi Frontenay, Visconte di Rohan (1550-1585) | Renato II di Rohan detto Pontivy, poi Frontenay, Visconte di Rohan (1550-1585) | Renato II di Rohan detto Pontivy, poi Frontenay, Visconte di Rohan (1550-1585) |                                                                            |                                                                            | Jean detto Frontenay (?-morto nel 1574)                                    | Jean detto Frontenay (?-morto nel 1574)                                    | Jean detto Frontenay (?-morto nel 1574)                                    | Jean detto Frontenay (?-morto nel 1574)                                    | Jean detto Frontenay (?-morto nel 1574)                         | Jean detto Frontenay (?-morto nel 1574)                         |                                                                 |                                                                 | Enrico I di Rohan Visconte di Rohan (1535-1575) | Enrico I di Rohan Visconte di Rohan (1535-1575) | Enrico I di Rohan Visconte di Rohan (1535-1575) | Enrico I di Rohan Visconte di Rohan (1535-1575) | Enrico I di Rohan Visconte di Rohan (1535-1575) | Enrico I di Rohan Visconte di Rohan (1535-1575) |                                    |                                    | Françoise de Rohan Signora della Garnache (1540-1590) | Françoise de Rohan Signora della Garnache (1540-1590) | Françoise de Rohan Signora della Garnache (1540-1590) | Françoise de Rohan Signora della Garnache (1540-1590) | Françoise de Rohan Signora della Garnache (1540-1590) | Françoise de Rohan Signora della Garnache (1540-1590) |  |  |  |  |  |  |  |  |  |  |  |  |  |  |
|  |  |  |  |                                                                |                                                                |                                                                |                                                                | | | | | | |                                                                                           |                                                                                           |                                                                                           |                                                                                           |                                                                   |                                                                   |                                                                                |                                                                                |                                                                                |                                                                                |                                                                                |                                                                                |                                                                            |                                                                            |                                                                            |                                                                            |                                                                            |                                                                            |                                                                 |                                                                 |                                                                 |                                                                 |                                                 |                                                 |                                                 |                                                 |                                                 |                                                 |                                    |                                    |                                                       |                                                       |                                                       |                                                       |                                                       |                                                       |  |  |  |  |  |  |  |  |  |  |  |  |  |  |
|  |  |  |  |                                                                |                                                                |                                                                |                                                                | | | | | | |                                                                                           |                                                                                           |                                                                                           |                                                                                           |                                                                   |                                                                   |                                                                                |                                                                                |                                                                                |                                                                                |                                                                                |                                                                                |                                                                            |                                                                            |                                                                            |                                                                            |                                                                            |                                                                            |                                                                 |                                                                 |                                                                 |                                                                 |                                                 |                                                 |                                                 |                                                 |                                                 |                                                 |                                    |                                    |                                                       |                                                       |                                                       |                                                       |                                                       |                                                       |  |  |  |  |  |  |  |  |  |  |  |  |  |  |
|  |  |  |  |                                                                |                                                                | Enrico II di Rohan Visconte e I duca dopo il 1604 (1579-1638)  | Enrico II di Rohan Visconte e I duca dopo il 1604 (1579-1638)  | Enrico II di Rohan Visconte e I duca dopo il 1604 (1579-1638)                                      | Enrico II di Rohan Visconte e I duca dopo il 1604 (1579-1638)                                      | Enrico II di Rohan Visconte e I duca dopo il 1604 (1579-1638)                                      | Enrico II di Rohan Visconte e I duca dopo il 1604 (1579-1638)                                      | | | Beniamino di Rohan Duca di Soubise (1583-1642)                                            | Beniamino di Rohan Duca di Soubise (1583-1642)                                            | Beniamino di Rohan Duca di Soubise (1583-1642)                                            | Beniamino di Rohan Duca di Soubise (1583-1642)                                            | Beniamino di Rohan Duca di Soubise (1583-1642)                    | Beniamino di Rohan Duca di Soubise (1583-1642)                    |                                                                                |                                                                                | Henriette de Rohan detta la Bossue (la gobba) (1577-1624)                      | Henriette de Rohan detta la Bossue (la gobba) (1577-1624)                      | Henriette de Rohan detta la Bossue (la gobba) (1577-1624)                      | Henriette de Rohan detta la Bossue (la gobba) (1577-1624)                      | Henriette de Rohan detta la Bossue (la gobba) (1577-1624)                  | Henriette de Rohan detta la Bossue (la gobba) (1577-1624)                  |                                                                            |                                                                            | Catherine de Rohan sposata a Giovanni II di Baviera (1580-1607)            | Catherine de Rohan sposata a Giovanni II di Baviera (1580-1607)            | Catherine de Rohan sposata a Giovanni II di Baviera (1580-1607) | Catherine de Rohan sposata a Giovanni II di Baviera (1580-1607) | Catherine de Rohan sposata a Giovanni II di Baviera (1580-1607) | Catherine de Rohan sposata a Giovanni II di Baviera (1580-1607) |                                                 |                                                 | Anne de Rohan Poetessa (1584-1646)              | Anne de Rohan Poetessa (1584-1646)              | Anne de Rohan Poetessa (1584-1646)              | Anne de Rohan Poetessa (1584-1646)              | Anne de Rohan Poetessa (1584-1646) | Anne de Rohan Poetessa (1584-1646) |                                                       |                                                       |                                                       |                                                       |                                                       |                                                       |  |  |  |  |  |  |  |  |  |  |  |  |  |  |

## Ascendenza
|                        |                  |                        | Genitori                       |  |  | Nonni |  |  | Bisnonni              |  |  | Trisnonni                |  |
|                        |                  |                        |                                |  |  |       |  |  | Pierre I de Rohan-Gié |  |  | Louis I de Rohan-Guéméné |  |
|                        |                  |                        |                                |  |  |       |  |  | Pierre I de Rohan-Gié |  |  | Louis I de Rohan-Guéméné |  |
|                        |                  | Marie de Montauban     |                                |  |  |       |  |  | Pierre I de Rohan-Gié |  |  |                          |  |
| Pierre II de Rohan-Gié |                  |                        |                                |  |  |       |  |  | Pierre I de Rohan-Gié |  |  |                          |  |
|                        |                  | Françoise de Penhoët   | Guillaume de Penhoët           |  |  |       |  |  |                       |  |  |                          |  |
|                        |                  | Françoise de Penhoët   | Guillaume de Penhoët           |  |  |       |  |  |                       |  |  |                          |  |
|                        |                  | Françoise de Penhoët   | Françoise de Maillé            |  |  |       |  |  |                       |  |  |                          |  |
| René I de Rohan        |                  | Françoise de Penhoët   |                                |  |  |       |  |  |                       |  |  |                          |  |
|                        |                  | Jean II de Rohan       | Alain IX de Rohan              |  |  |       |  |  |                       |  |  |                          |  |
|                        |                  | Jean II de Rohan       | Alain IX de Rohan              |  |  |       |  |  |                       |  |  |                          |  |
|                        |                  | Jean II de Rohan       | Marie de Vaudémont             |  |  |       |  |  |                       |  |  |                          |  |
| Anne de Rohan          |                  | Jean II de Rohan       |                                |  |  |       |  |  |                       |  |  |                          |  |
|                        |                  | Marie de Bretagne      | François I de Bretagne         |  |  |       |  |  |                       |  |  |                          |  |
|                        |                  | Marie de Bretagne      | François I de Bretagne         |  |  |       |  |  |                       |  |  |                          |  |
|                        |                  | Marie de Bretagne      | Isabella Stuart                |  |  |       |  |  |                       |  |  |                          |  |
| René II de Rohan       |                  | Marie de Bretagne      |                                |  |  |       |  |  |                       |  |  |                          |  |
|                        | Alain I d'Albret | Jean I d'Albret        |                                |  |  |       |  |  |                       |  |  |                          |  |
|                        | Alain I d'Albret | Jean I d'Albret        |                                |  |  |       |  |  |                       |  |  |                          |  |
|                        | Alain I d'Albret | Catherine de Rohan     |                                |  |  |       |  |  |                       |  |  |                          |  |
| Jean III de Navarre    | Alain I d'Albret |                        |                                |  |  |       |  |  |                       |  |  |                          |  |
|                        |                  | Françoise de Châtillon | Guillaume de Châtillon         |  |  |       |  |  |                       |  |  |                          |  |
|                        |                  | Françoise de Châtillon | Guillaume de Châtillon         |  |  |       |  |  |                       |  |  |                          |  |
|                        |                  | Françoise de Châtillon | Isabelle de La Tour d'Auvergne |  |  |       |  |  |                       |  |  |                          |  |
| Isabeau d'Albret       |                  | Françoise de Châtillon |                                |  |  |       |  |  |                       |  |  |                          |  |
|                        |                  | Gaston de Foix         | Gaston IV de Foix              |  |  |       |  |  |                       |  |  |                          |  |
|                        |                  | Gaston de Foix         | Gaston IV de Foix              |  |  |       |  |  |                       |  |  |                          |  |
|                        |                  | Gaston de Foix         | Éléonore de Navarre            |  |  |       |  |  |                       |  |  |                          |  |
| Catherine de Foix      |                  | Gaston de Foix         |                                |  |  |       |  |  |                       |  |  |                          |  |
|                        |                  | Madeleine de Valois    | Charles VII de France          |  |  |       |  |  |                       |  |  |                          |  |
|                        |                  | Madeleine de Valois    | Charles VII de France          |  |  |       |  |  |                       |  |  |                          |  |
|                        |                  | Madeleine de Valois    | Marie d'Anjou                  |  |  |       |  |  |                       |  |  |                          |  |
|                        |                  | Madeleine de Valois    |                                |  |  |       |  |  |                       |  |  |                          |  |